# 제이 터베어
제이 터베어(Jay Tavare, 1968년 6월 18일 ~ )는 미국의 배우, 텔레비전 배우, 성우, 영화배우이다.
나바호 자치국에서 태어났다.

## 영화
- 휴먼 센티피드 3  (2015년)
- 패스파인더 (2007년) - 블랙윙 역
- 인투 더 웨스트 (2005년)
- 실종 (2003년)
- 콜드 마운틴 (2003년)
- 어댑테이션 (2002년) - 매튜 오스세올라 역
- 파이널 디씨전 (1996년)
- 스트리트 파이터 (1994년)